# Загребська жупанія (1201—1924)
Загребська жупанія (хорв. Zagrebačka županija, угор. Zágráb vármegye; лат. Comitatus Zagrabiensis) — назва історичної жупанії з центром у Загребі в хорватсько-угорському королівстві, Хорватському королівстві та Королівстві Хорватія і Славонія.

## Історія
Загребська жупанія, як і інші жупанії, розвинулася з ранньосередньовічної жупи, яка за правління Арпадовичів (1102—1011) переросла у королівську жупанію. Після Золотої булли Андраша II (1222) королівські жупанії перетворилися на автономні органи шляхетського самоврядування. У той проміжок часу Загребська жупанія простягалася між річками Крапина та Лоня, або до річки Купа. Протягом ХІІІ сторіччя процес структурування управління жупаній завершився, а потім територія Загребської жупанії побільшала за рахунок сусідніх менших жупаній (в XIV ст. в неї влилася Горська жупанія). Жупанія простиралася від Загір'я до Крижевців, Сисака, Карловаця та через Горський Котар аж до моря. У добу османської навали Загребська жупанія мала спільну управу з Крижевецькою. Як самостійна одиниця поновилася 1756 року у зв'язку з кінцем воєн з Османською імперією, а 17 липня 1759 року було офіційно затверджено цю назву (Comitatus Zagrabiensis): того дня імператриця і королева Марія Терезія подарували їй герб і печатку. Наприкінці XVIII століття територія Загребської жупанії розширилася на північну частину Северинської жупанії, яка існувала з 1777 по 1786 рік із центром у Карловаці. В часи реформ Йосифа II Загребську жупанію разом із рештою жупаній майбутнього хорватсько-славонського королівства (за винятком Вировитицької та Сремської) було включено до Загребського округу (хорв. Zagrebačko okružje), який існував у 1785—1790 рр.
1845 року жупанію відновлено, а після хорватсько-угорської угоди вона опинилася у складі новоствореного хорватсько-славонського королівства. У той час вона межувала з австрійськими Штирією і Крайною, австрійсько-угорською Боснією і Герцеговиною та хорватсько-славонськими Вараждинською, Б'єловарсько-Крижевецькою, Пожезькою і Модруш-Рієцькою жупаніями. Так тривало до 1918, коли хорватський парламент розірвав державно-правові відносини з Австрією та Угорщиною. Опинившись у Королівстві СХС, вона разом із Вараждинською жупанією (без Меджимур'я) у 1922 році увійшла до складу новоствореної Загребської області.

## Адміністративний поділ
Жупанія у першій половині ХІХ ст. поділялася на шість котарів (районів): Загребський, Светоіванський, Посавський, Покупський, Прекупський та Горський. На початку ХХ ст. жупанію було поділено на такі котари:
| Котари             | Котари             |
| Котар              | Центр              |
| ------------------ | ------------------ |
| Велика Гориця      | Велика Гориця      |
| Дуго Село          | Дуго Село          |
| Двор               | Двор               |
| Глина              | Глина              |
| Загреб             | Загреб             |
| Карловаць          | Карловаць          |
| Костайниця         | Костайниця         |
| Петриня            | Петриня            |
| Писаровина         | Писаровина         |
| Самобор            | Самобор            |
| Стубиця            | Доня Стубиця       |
| Светий Іван-Зелина | Светий Іван-Зелина |
| Сисак              | Сисак              |
| Топусько           | Топусько           |
| Яська              | Ястребарсько       |
| Центр жупанії      |                    |
| Загреб             |                    |
| Муніципальні міста |                    |
| Карловаць          |                    |
| Петриня            |                    |
| Сисак              |                    |

## Населення
1910 року жупанія налічувала 594 052 жителі, які поділялися на такі мовні спільноти:
- хорватська: 445.870 (75,1 %)
- сербська: 122.558 (20,6 %)
- німецька: 6.016 (1,0 %)
- угорська: 6.068 (1,0 %)
- словацька: 235 (0,0 %)
- румунська: 30 (0,0 %)
- руська: 61 (0,0 %)
- Інші чи невідомі: 13.214 (2,2 %)

Згідно з переписом населення 1910 р., жупанія включала такі релігійні громади:
- римокатолики: 456.423 (76,8 %)
- православні серби: 122 861 (20,7 %)
- грекокатолики: 7.458 (1,3 %)
- юдеї: 5680 (1,0 %)
- лютерани: 785 (0,1 %)
- кальвіністи: 742 (0,1 %)
- унітаріани: 4 (0,0 %)
- інше чи невідомі: 99 (0,0 %)